# Cryptotis matsoni
Cryptotis matsoni és una espècie d'eulipotifle de la família de les musaranyes. És endèmica de l'est de la Sierra Madre de Guatemala, on viu a altituds d'aproximadament 2.560 msnm. Té una llargada de cap a gropa de 86 mm i la cua d'un 31% de la llargada de cap a gropa. El seu hàbitat natural són els boscos. Fou anomenada en honor de John Orville «Jack» Matson. Com que fou descoberta fa poc, encara no se n'ha avaluat l'estat de conservació.